# 今村文吾
今村 文吾（いまむら ぶんご、1808年3月1日（文化5年2月5日） - 1864年2月11日（文久4年1月4日）は、幕末の医師・儒学者。諱は宗博、字は子約、号は松斎。大和国平群郡東安堵村の医師専治の子。奈良県の独立運動に努めた今村勤三の伯父。大阪帝国大学第5代総長の今村荒男は勤三の子にあたる。

## 生涯
家は代々大和中宮寺の医師であった。幼時より京都にあって医術を山脇元沖（東海）に、儒学を巌垣松苗に学ぶ。15歳のとき郷里に帰り、天保6年（1835年）私塾を開き晩翠堂と名付けた。同塾の門下生には、三枝蓊がいる。維新百傑に数えられる伴林光平と親しく交流があり、光平は同塾で和歌を教えていた。
熱烈な尊王家であり、安政の大獄で弾圧を逃れて大和に入る者を庇護し、文久3年（1863年）天誅組が大和に挙兵することを聞き、自らは老齢のため参加できないのを残念に思い、北畠治房に金子を与え、また同志の者から軍資を募って天ノ川辻に輸送した。天誅組が敗走すると、伴林光平がいったん安堵に立ち寄ったが文吾にあえず自首。それを聞いた文吾は驚き、吐血昏絶したといわれている。翌年57歳で没した。近隣の共同墓地である阿土墓地（奈良県安堵町）に眠る。
明治41年（1908年）、正五位を追贈された。
生家は、安堵町歴史民俗資料館となっている。